# Hylarana everetti
Hylarana everetti är en groddjursart som först beskrevs av George Albert Boulenger 1882.  Hylarana everetti ingår i släktet Hylarana och familjen egentliga grodor. IUCN kategoriserar arten globalt som otillräckligt studerad. Inga underarter finns listade i Catalogue of Life.